# Henrique Lins de Barros
Henrique Gomes de Paiva Lins de Barros (Río de Janeiro, 30 de mayo de 1947) es un físico, biofísico, escritor, divulgador científico, músico, guionista, pintor y poeta brasileño.

## Infancia
Sus padres fueron Henry British (oficial de la Marina) y Eurydice Gomes de Paiva Lins de Barros. Así mismo, es sobrino de João Alberto Lins de Barros. Tanto su padre como sus tíos tuvieron un papel importante en la creación del Centro Brasileño de Investigaciones Físicas (CBPF), junto con César Lattes, uno de los fundadores y amigo de la familia Lins de Barros. Creció en Copacabana, donde desarrolló un interés por los aviones cuando, con sus hermanos, reconocía el ruido de las motores, habiendo vivido en un apartamento "en el que apenas podíamos ver el cielo".

## Carrera profesional
En 1964, Henrique empezó la carrera de ingeniería en la Universidade Federal Fluminense (UFRJ) cambiando, después de medio año, por la licenciatura en física en la PUC-RJ en 1970 y en ese momento también comenzó a estudiar música, según sus propias palabras, «por diversión». Esta institución le otorgó una maestría en teoría atómica en 1973, donde también fue profesor.
Se doctoró en Física en el Centro Brasileño de Investigaciones Físicas en 1978 y fue director del Museo de Astronomía y Ciencias Afines de 1992 a 2000 donde, en 1989, creó una exposición sobre las cuestiones científicas del siglo XX. En el CBPF incursionó en el área de la biofísica que, en una investigación conjunta con la UFRJ, resultó en el descubrimiento de una bacteria multicelular.
Se interesa por la física atómica, la biofísica, la historia de la ciencia y la historia de la técnica, además de considerarse un científico experimental más que un teórico.

### Divulgación científica
Se inició en el campo de la divulgación científica durante la dictadura militar brasileña en la década de 1980, habiendo participado también en congresos. Al no poder compatibilizar su trabajo con la divulgación científica, renunció a su beca de productividad.

### Santos Dumont
Es considerado el mayor especialista en la vida y obra de Santos Dumont, habiendo escrito cuatro libros sobre el brasileño, y siendo considerado una referencia en Brasil y en el exterior. El interés por el personaje comenzó en la década de 1980 tras ver una réplica del Demoiselle de 1909, lo que le hizo empezar a investigar sobre el personaje y el plano con el objetivo de hacerse una maqueta, además de cuestionar la idea de que Los hermanos Wright inventaron el avión y coinciden en que esa polémica en el país es una falla en la divulgación científica brasileña. Según él, existe presión política para hablar sobre los Wright y que hubo una campaña flagrante de Estados Unidos a fines de la década de 1930 a favor de los estadounidenses, a pesar de que "no tiene base histórica". En 1903, los Wright llegaron a volar, pero sin despegar. Una cosa es saltar desde una colina y volar y otra, más complicada, es despegar desde el suelo, no habían entendido lo que era despegar. Según el investigador, fue Santos Dumont quien descubrió la clave para ello.
Con financiación del Registro General de Contribuyentes (CGC), en 1985, se fue a Francia a investigar a Santos Dumont debido a un proyecto cinematográfico de Tizuka Yamasaki y gracias a la información que reunió, escribió su primer libro en 1986, "Santos-Dumont". La película no salió adelante por falta de presupuesto, pero luego escribió el guion y compuso la banda sonora del documental Man Can Fly (2003), del director Nelson Hoineff.
En 2005 participó en la construcción de una réplica del 14-bis de Alan Calassa. En 2014 asumió la dirección del Museo del Medio Ambiente.

## Premios
Por sus investigaciones sobre Santos Dumont, Henrique Lins de Barros recibió la Orden del Mérito Aeronáutico en el grado de Gran Oficial el 23 de octubre de 2017 . También había recibido la Medalla al Mérito Santos-Dumont , la Orden Nacional al Mérito Científico y la Medalla del 20 Aniversario de Science Today.

## Publicaciones
- Barros, Henrique Lins de (2006). Santos-Dumont e a Invenção do Avião (PDF) (en portugués). Rio de Janeiro: CBPF. ISBN 85-85752-16-5. Archivado desde el original el 27 de abril de 2021.

- Edición en español

Barros, Henrique Lins de (2006). Santos-Dumont Y La Invención del Avión (Carlos Alberto Ardoy, trad.) (PDF). Rio de Janeiro: CBPF. ISBN 85-85752-18-1. Archivado desde el original el 27 de abril de 2021.